# Raffaele Capone
Raffaele Capone (Salerno, 22 agosto 1829 – Napoli, 22 marzo 1908) è stato un vescovo cattolico italiano.

## Biografia
Il 24 dicembre 1848 entrò nella Congregazione del Santissimo Redentore, e nel 1852 ne divenne sacerdote, a 23 anni. Mostrò, sin da subito, dedizione all'abito monacale, trasmettendo la sua conoscenza in materia ecclesiastica ad un gruppo di giovani che lo seguivano, come loro maestro, nonostante vari tentativi di allontanamento da parte di potenti personaggi salernitani.
Durante il suo episcopato non rinunciò mai alle vesti di «monaco liguorino», portando molte delle abitudini della Congregazione, nella sua sede, come la meditazione al mattino, dopo la sveglia, o la preghiera, a cui tutti prendevano parte.

### La sua povertà e l'amore per la chiesa diocesana
È ricordato per aver condotto una vita dedita all'eliminazione degli sprechi superflui:
Mentre nella mensa del palazzo episcopale:
[..] Siccome in Congregazione il sabato si mangia un sol piatto, così anche nell'Episcopio di Muro il sabato si mangiava un sol piatto. [..] Badava anche riguardo ai lumi, come dovevano stare accesi la sera; e rimproverava chi il suo lume lo teneva acceso con fiamma molto alta.»
La sede era priva di servitù, poiché, come spiega padre Salvatore Schiavone:
Diverse sono le sue opere, come benefattore, volute per la società e il territorio della sua diocesi, come la costruzione di una casa di ricovero per orfani; diversi interventi di restauro nella piazza della cattedrale, dove fece ergere una grande statua di bronzo a San Gerardo Maiella, costata oltre 10.000 lire dell'epoca.
Morì il 22 marzo 1908 a Napoli, presso il Collegio di Sant'Antonio a Tarsia alle ore 15.

## Genealogia episcopale
La genealogia episcopale è:
- Cardinale Scipione Rebiba
- Cardinale Giulio Antonio Santori
- Cardinale Girolamo Bernerio, O.P.
- Arcivescovo Galeazzo Sanvitale
- Cardinale Ludovico Ludovisi
- Cardinale Luigi Caetani
- Cardinale Ulderico Carpegna
- Cardinale Paluzzo Paluzzi Altieri degli Albertoni
- Papa Benedetto XIII
- Papa Benedetto XIV
- Cardinale Enrico Enriquez
- Arcivescovo Manuel Quintano Bonifaz
- Cardinale Buenaventura Córdoba Espinosa de la Cerda
- Cardinale Giuseppe Maria Doria Pamphilj
- Papa Pio VIII
- Papa Pio IX
- Cardinale Alessandro Franchi
- Vescovo Raffaele Capone, C.SS.R.